# Mister Taiwan
Mister Taiwan (tiếng Trung: 台灣先生; tiếng Việt: Nam vương Đài Loan) là cuộc thi sắc đẹp cấp quốc gia dành cho nam giới do Jason Kao sáng lập. Tên trước đây là Mister Friendship Taiwan từ năm 2023. Đương kim Mister Taiwan là Adam He.

## Người giữ danh hiệu
| Lần thứ | Năm  | Ngày                | Mister Taiwan   | Á vương                          | Á vương                                       | Á vương                                                                                   | Á vương                                                          | Nơi tổ chức                          | Số thí sinh | T.k.                                      |
| Lần thứ | Năm  | Ngày                | Mister Taiwan   | 1                                | 2                                             | 3                                                                                         | 4                                                                | Nơi tổ chức                          | Số thí sinh | T.k.                                      |
| ------- | ---- | ------------------- | --------------- | -------------------------------- | --------------------------------------------- | ----------------------------------------------------------------------------------------- | ---------------------------------------------------------------- | ------------------------------------ | ----------- | ----------------------------------------- |
| 1       | 2023 | 24 tháng 9 năm 2023 | 朱天宇 Sky Chu  | 戴啟明 Kevin Tai                 | 陳建宇 Chen Chien Yu                          | 林周皓鈞 Aziman Mai邱羿浤 Chris Chiu                                                      | Không trao giải                                                  | Lih Pao Fulloon Hotel, Đài Trung     | 26          | [ 2 ] [ 3 ] [ 4 ] [ 5 ] [ 6 ] [ 7 ] [ 8 ] |
| 2       | 2024 | 30 tháng 6 năm 2024 | 何國仲 Adam He  | 張立亭 Henry Chang               | 吳政霖 Leon Wu                                | 林承鈞 Ace Lin游文瑋 Angus Yu劉大澄 Leo Liu                                               | 陳億燦 Kaye Chen黃允韜 Tao Huang賴韋廷 Wayne Lai林鈺翔 Shawn Lin | Lih Pao Fulloon Hotel, Đài Trung     | 43          | [ 9 ] [ 10 ] [ 11 ] [ 12 ] [ 13 ]         |
| 3       | 2025 | 20 tháng 7 năm 2025 | 古翔原 Beson Ku | 唐偉祥 Sean Tang蘇俊瑜 Stefan Su | 謝承志 Evin Xie李俊龍 Li Jun Long劉淇 Liu Chi | 黃傳恩 Ryan Huang黃鄧霖 Kenny Huang簡嘉宏 Arthur Jian陳泓嘉 Josh Chen姜俊豪 Jiang Jun Hao | Không trao giải                                                  | Fullon Hotel Taipei Central, Đài Bắc | 15          | [ 14 ] [ 15 ] [ 16 ] [ 17 ]               |

1. ↑  Mister Friendship Taiwan từ năm 2023, tên được đổi thành Mister Taiwan năm 2024.
2. ↑  Truất ngôi.

## Đại diện Đài Loan tại các cuộc thi sắc đẹp quốc tế

### Mister Friendship International
Chú thích màu
- : Nam vương
- : Á vương
- : Top chung kết
- : Top bán chung kết
- : Được giải thưởng đặc biệt

| Năm  | Đại diện    | Thứ hạng tại Mister Taiwan    | Thứ hạng tại Mister Friendship International | Giải thưởng đặc biệt        | T.k.   |
| ---- | ----------- | ----------------------------- | -------------------------------------------- | --------------------------- | ------ |
| 2023 | Sky Chu     | Mister Friendship Taiwan 2023 | Á vương 1                                    | 1 - - Best National Costume | [ 18 ] |
| 2024 | Henry Chang | Á vương 1 (2024)              | Mister Friendship International              |                             | [ 19 ] |
| 2025 | Benson Ku   | Mister Taiwan 2025            |                                              |                             |        |

### Mister Global
Chú thích màu
- : Nam vương
- : Á vương
- : Top chung kết
- : Top bán chung kết
- : Được giải thưởng đặc biệt

| Năm  | Đại diện  | Thứ hạng tại Mister Taiwan | Thứ hạng tại Mister Global | Giải thưởng đặc biệt            | T.k.   |
| ---- | --------- | -------------------------- | -------------------------- | ------------------------------- | ------ |
| 2023 | Kevin Tai | Á vương 1 (2023)           | Á vương 3                  |                                 | [ 20 ] |
| 2024 | Ace Lin   | Á vương 3 (2024)           | Không đạt giải             | 1 - - Top 3 Mister Popular Vote | [ 21 ] |

### Mister International
Chú thích màu
- : Nam vương
- : Á vương
- : Top chung kết
- : Top bán chung kết
- : Được giải thưởng đặc biệt

| Năm  | Đại diện      | Thứ hạng tại Mister Taiwan | Thứ hạng tại Mister International | Giải thưởng đặc biệt                              | T.k.   |
| ---- | ------------- | -------------------------- | --------------------------------- | ------------------------------------------------- | ------ |
| 2023 | Chen Chien Yu | Á vương 2 (2023)           | Không đạt giải                    | 2 - - Shining Bright by HYA - Most Attractive Men |        |
| 2024 | Adam He       | Mister Taiwan 2024         | Không đạt giải                    |                                                   | [ 22 ] |

### Man of the Year
Chú thích màu
- : Nam vương
- : Á vương
- : Top chung kết
- : Top bán chung kết
- : Được giải thưởng đặc biệt

| Năm  | Đại diện   | Thứ hạng tại Mister Taiwan | Thứ hạng tại Man of the Year | Giải thưởng đặc biệt | T.k.   |
| ---- | ---------- | -------------------------- | ---------------------------- | -------------------- | ------ |
| 2023 | Aziman Mai | Á vương 3 (2023)           | Á vương 1                    | 1 - - Masculine      | [ 23 ] |
| 2024 | Tao Huang  | Á vương 4 (2024)           | Top 8                        | 1 - - Supermodel     |        |

### Mister Tourism World
Chú thích màu
- : Nam vương
- : Á vương
- : Top chung kết
- : Top bán chung kết
- : Được giải thưởng đặc biệt

| Năm  | Đại diện | Thứ hạng tại Mister Taiwan | Thứ hạng tại Mister Tourism World | Giải thưởng đặc biệt | T.k.   |
| ---- | -------- | -------------------------- | --------------------------------- | --- | ------ |
| 2024 | Leon Wu  | Á vương 2 (2024)           | Á vương 3                         | 4 - - 1st Runner-Up Multimedia Award - Best National Costume by Fan Vote - Mister Charming Smile - Mister Tourism People's Choice | [ 24 ] |

### Man Hot Star International
Chú thích màu
- : Nam vương
- : Á vương
- : Top chung kết
- : Top bán chung kết
- : Được giải thưởng đặc biệt

| Năm  | Đại diện  | Thứ hạng tại Mister Taiwan | Thứ hạng tại Man Hot Star International | Giải thưởng đặc biệt | T.k. |
| ---- | --------- | -------------------------- | --------------------------------------- | -------------------- | ---- |
| 2024 | Kaye Chen | Á vương 4 (2024)           | Á vương 4                               |                      |      |

### Mister Universe Tourism
Chú thích màu
- : Nam vương
- : Á vương
- : Top chung kết
- : Top bán chung kết
- : Được giải thưởng đặc biệt

| Năm  | Đại diện      | Thứ hạng tại Mister Taiwan | Thứ hạng tại Mister Universe Tourism | Giải thưởng đặc biệt    | T.k.          |
| ---- | ------------- | -------------------------- | ------------------------------------ | ----------------------- | ------------- |
| 2024 | Chen Chien Yu | Á vương 2 (2023)           | Mister Universe Tourism              | 1 - - Best in Swim Wear | [ 25 ] [ 26 ] |

### Man of the World
Chú thích màu
- : Nam vương
- : Á vương
- : Top chung kết
- : Top bán chung kết
- : Được giải thưởng đặc biệt

| Năm  | Đại diện | Thứ hạng tại Mister Taiwan | Thứ hạng tại Man of the World | Giải thưởng đặc biệt    | T.k. |
| ---- | -------- | -------------------------- | ----------------------------- | ----------------------- | ---- |
| 2025 | Angus Yu | Á vương 3 (2024)           | Top 18                        | 1 - - Mister Photogenic |      |

### Mister Cosmopolitan
Chú thích màu
- : Nam vương
- : Á vương
- : Top chung kết
- : Top bán chung kết
- : Được giải thưởng đặc biệt

| Năm  | Đại diện  | Thứ hạng tại Mister Taiwan | Thứ hạng tại Mister Cosmopolitan | Giải thưởng đặc biệt | T.k. |
| ---- | --------- | -------------------------- | -------------------------------- | -------------------- | ---- |
| 2025 | Shawn Lin | Á vương 4 (2024)           |                                  |                      |      |

### Man of the Earth
Chú thích màu
- : Nam vương
- : Á vương
- : Top chung kết
- : Top bán chung kết
- : Được giải thưởng đặc biệt

| Năm  | Đại diện  | Thứ hạng tại Mister Taiwan | Thứ hạng tại Man of the Earth | Giải thưởng đặc biệt | T.k. |
| ---- | --------- | -------------------------- | ----------------------------- | -------------------- | ---- |
| 2025 | Wayne Lai | Á vương 4 (2024)           |                               |                      |      |